# 스카이 그래스퍼
스카이 그래스퍼(영어: Sky Grasper, 일본어: スカイグラスパー)는 TV 애니메이션 《기동전사 건담 SEED》에 등장하는 가공의 전투기이다.
이 문서에서는 《기동전사 건담 SEED MSV》에 등장하는 파생기인 코스모 그래스퍼에 대해서도 설명한다.

## 기체 해설
개발을 담당한 것은 지구연합의 군사 기업인 PMP사이며, 모태가 된 것은 PMP사가 개발한 제공 전투기 F7D 스피어 헤드이다. 스카이 그래스퍼는 GAT-X105 스트라이크 건담의 대기권 내 지원 전투기로 자리매김하지만, G 병기의 개발 시에 군 상층부에서 모빌 슈트(MS)의 주력 병기로서의 유용성에 대해 의문이 제기됨에 따라 차기 주력 전투기로서의 운용도 고려하여 개발되었다.
콕피트는 탠덤 방식으로 앞쪽에는 파일럿이, 뒷쪽에는 네비게이터가 탑승한다. 이에 따라 조종 담당과 무장 담당을 구분할 수도 있다. 레이아웃은 G 병기의 기술을 도입함과 동시에 시스템의 자동화도 이루어지고 있으며, 숙련도가 낮은 파일럿에게도 조종하기 편하게 되어 있다.
스카이 그래스퍼는 스트라이커 팩을 논옵션으로 장착 가능하며, 직접 스카이 그래스퍼의 무장으로 사용할 수 있다. 스카이 그래스퍼는 전선의 중요 기체에게 무장을 전달하는 것도 가능해서 병장기 운반기로도 사용할 수 있다. 이러한 스트라이커 팩 시스템의 적용을 포함한 날개 끝의 마운트 락의 채택과 각종 화기류의 탑재로 인해 항공역학적으로 이상적인 형태라고는 할 수 없지만, 빠른 피치 롤 능력을 가지고 있어서 운동성은 높다. 또한, 수직이착륙 노즐을 가지고 있어서, 함상에서 발진시 캐터펄트를 반드시 필요로 하지는 않는다.
시험 제작기는 아크엔젤에 배치되어 운용이 이루어졌지만, 스트라이크 건담과 함께 지구연합을 이탈함으로써 한때는 제식화 여부가 불투명했다. 그 후, 105 대거의 배치에 따라 제식 양산화되었다. 제식기의 도장은 회색을 바탕으로 하였고, 대거 L이 도입된 C.E. 73년에도 지구연합군의 각 부대에 배치되었다.

### 무장 및 장비
20mm 기관포
기수부 양 측면에 2문씩 총 4문이 설치되어 있다. 사용 빈도가 높아 탄수가 많은 무기이다.
중구경 캐논포
스카이 그래스퍼의 동체부 양 측면에 총 2문을 장비하고 있다. 대형 기관포이지만 탄수는 적다.
포탑식 대형 캐논포
스카이 그래스퍼의 후면에 장비하고 있는 빔 포이다. 회전 포탑으로 되어 있어서 적기가 늘어선 상태에서 사격이 가능한 스카이 그래스퍼의 최강의 고정 장비이다.
웨폰 베이 (동체부)
주 날개의 밑부분에 배치되어 있다. 미사일이나 폭탄을 임무에 따라 적재 가능하다.
웨폰 베이 (날개 끝부분)
날개의 끝부분에 설치되어 있다. GAT-X105 스트라이크 건담의 어깨 모양을 본뜬 것으로 스트라이크 건담의 어깨 부분에 적재되는 스트라이커의 부분을 위한 웨폰 락을 가지고 있다.
측면에는 앞으로 밀어내는 방식의 하드포인트도 존재하고, 스트라이크 건담의 대 빔 실드와 빔 라이플, 기타 옵션을 장착하는 것이 가능하다.
뒤쪽 끝부분에는 추진기를 가지고 있다.
각종 옵션
대함 미사일
동체부의 웨폰 베이에 격납된다. 탄두 자체는 지구연합군의 공동 규격품이다.
웨폰 베이의 용적을 고려하여 신규 개발된 것으로 최대 적재수는 좌우 4발씩 총 8발이다.
중거리 공대공 유도탄
동체부의 웨폰 베이에 적재하기 위한 무장이다. 지구연합군의 규격품으로 한쪽에 6발×2의 12발을 적재 가능하다.
레이저 유도 방식 1000 파운드 통상 폭탄
본체 부분의 레이저 표시장치와 연동해서 사용이 가능하다. 웨폰 베이의 적재 수는 한쪽에 1발씩 총 2발이지만, 컨포멀 연료탱크(CFT)를 달면 한쪽에 1발씩 더해 총 4발가지 적재가 가능하다.
단거리 공대공 유도탄
지구연합군의 규격품으로 220mm 직경의 적외선 유도 발사 방식이다. 동체부의 웨폰 베이에 적재되며, 한쪽에 12발씩 총 24발을 적재할 수 있다.
GAT-X103 버스터 건담에 장비되는 것과 동일하다.
활주로 파괴 폭탄
꼬리에 로켓 부스터를 달고 있는 폭탄이다. 무선 유도식으로 지면을 따라 날아가 활주로나 시설을 파괴한다.
동체부 웨폰 베이에 1발씩 총 2발을 적재하는 것이 가능하지만, 컨포멀 연료탱크의 하드포인트를 병용하면 최대 4발까지 적재할 수 있다.
250 파운드 통상 폭탄
동체부의 웨폰 베이 좌우로 8발씩 총 16발을 적재할 수 있다.
컨포멀 연료탱크(CFT)의 하드포인트를 병용하면 최대 32발을 적재할 수 있다.
1000 파운드 통상 폭탄
동체부의 웨폰 베이에 1발씩 총 2발을 적재할 수 있다.
컨포멀 연료탱크(CFT)의 하드포인트를 병용하면 최대 4발을 적재할 수 있다.
정찰 팩
날개 끝 하드포인트에 장착이 가능하다. 컨포멀 연료탱크(CFT)에 내장되어 모노아이를 장비해 파라노믹 카메라로 기능한다.
컨포멀 연료탱크
날개 끝 하드포인트에 장착이 가능한 컨포멀 연료탱크(CFT)이다. 이것을 장착함으로써 각종 미사일 및 폭탄용 하드포인트를 추가하는 것이 가능하다.
화력 증강 팩
날개 끝 하드포인트에 장착된다. 포는 스카이 그래스퍼 본체의 중구경 캐논포와 동일하다.
전자전 용 팩
날개 끝 하드포인트에 장착된다. 뉴트론 재머 하에서 전자전대책(ECM), 대전자전대책(ECCM) 능력을 강화하기 위한 옵션이다.
부스터 팩
날개 끝 하드포인트에 장착된다. 대기권 상층부로 단시간에 돌입하기 위한 것으로, 하강 중인 적기의 요격에 사용된다.

### 작품 내에서의 활약
아크엔젤이 지구로 강하할 때 지구연합군 제8함대로부터 스카이 그래스퍼 2기가 보급 물자와 함께 반입되어 지구권 내의 전투에 참전하게 된다. 1호기에는 무우 라 프라가가 탑승했다. 정규 파일럿이 없는 2호기도 스트라이커 팩을 환장하는 수고를 덜기 위해 미리 팩을 장착한 상태로 대기하고, 전황에 따라 귀환하여 갈아타는 형태로 동시에 운용하게 되었지만, 북아프리카 전투에서 본래 군소속이 아닌 카가리 유라 아스하가 탑승하여 오브에서 내릴 때까지 전열에 가담했었다. 이 후에는 톨 쾨니히가 파일럿으로 지원한다. 스카이 그래스퍼의 장비를 스트라이크 건담에 환장하는 장면이 작품 내에 등장한다.
무우 라 프라가는 런처 스트라이커를 장비한 스카이 그래스퍼로 기동력을 살리면서 "아그니"로 공격하여 큰 전과를 올렸다. 런처 스트라이커 이외에 스트라이크 건담에게 수송 목적으로 에일 스트라이커를 장비한 적도 있었다. 2호기는 카가리 탑승시나 톨 탑승시나 소드 스트라이커를 장비하고 카가리는 절단 공격에 사용하였고, 톨은 스트라이크 건담에게로 수송만 하였다. 2호기는 북태평양에서의 전투에서 이지스 건담이 던진 실드에 콕피트를 직격 당해 격추, 대파되었고, 탑승했던 톨 쾨니히도 전사했다. 1호기는 오퍼레이션 스핏 브레이크까지 운용되었지만, 무우가 스트라이크 건담으로 갈아타게 된 후에는 사용되지 않고, 아크엔젤에 보관되었다.
《기동전사 건담 SEED DESTINY》에서는 아크엔젤에 구속되었던 네오 로아노크를 석방하며 스카이 그래스퍼 1호기를 내주었다. 그 직후의 오브 방어진에서 아크엔젤과 미네르바의 전투에서 네오는 스카이 그래스퍼 1호기로 아크엔젤 측에 가세하여 미네르바에 손상을 입힌다. 그 후에 빔의 유탄에 맞아 경미한 손상을 입지만, 무사히 아크엔젤로 귀환한다.
《기동전사 건담 SEED DESTINY ASTRAY》에서는 고립무원이된 제스 리블을 구출하기 위해 카이트 마디건이 에일 스트라이커를 장비한 제식 사양의 본 기체에 탑승했다. 또한, 이 작품에서는 나중에 일반 연합병이 탑승하는 기체(이쪽은 런처 스트라이커를 장비)도 등장했다.

## 코스모 그래스퍼
뫼비우스를 대체할 주력 전투기로서 스카이 그래스퍼를 재설계한 기체이다. 정치적 이유로 인해 개발은 대서양 연방의 PMP사와 어드밴스트 스페이스 다이나믹사, 동아시아 공화국의 후지야마사, 오브 연합 수장국의 모르겐레테 에어로텍사의 공동 프로젝트로 이루어졌다.
원래의 기체인 스카이 그래스퍼에 비해 하드포인트의 증설 및 무장, 추진 장치가 교환되었다. 캐노피는 완전 폐쇄식 전면 장갑으로 대체됐으며, 파일럿에게 VR 간접 시각 인식 시스템을 통해 외부의 정보가 전달된다. 또한, 주날개는 세관열유동을 이용한 방열핀으로 기능한다. 이 모세관을 이용함으로써 적외선 시그니처를 통해 적외선 색적에 대한 기만도 가능하다. 덧붙여 기체 각부에는 저온 가스의 추진 장치가 짐벌에 의해 연결되어 있으며, 추진 가스가 계속되는 한이긴 하지만, 모빌 슈트에 필적하는 책략이 가능해졌다.
표준 장비로 코스모 그래스퍼 전용으로 재설계된 신형 에일 스트라이커인 코스모 스트라이커가 있으며, 스트라이커 팩 시스템을 사용하는 기체에 장비가 가능하다. 또한, 각종 스트라이커 팩의 운용도 가능하지만, 에일 스트라이커 장비시에 비해 운동성이 저하된다.
스트라이커 팩 시스템을 갖춘 스트라이크 대거 계열의 모빌 슈트(MS)와의 연대를 상정하고 있어서, 코스모 그래스퍼는 양산형 모빌 슈트 최초로 같은 시스템을 구현한 대거의 제식 배체에 한 발 앞서서 롤 아웃 되었다.

### 코스모 그래스퍼의 무장 및 장비
본체의 동체부에는 하드포인트가 신설되었기 때문에, 레일건이나 개틀링포 같은 장비를 추가하는 것이 가능하다.

## 같이 보기
- 아크엔젤
- 스트라이커 팩 시스템

## 주해
1. 1 2  에일 스트라이커 장비시 동시 장착이 가능하다.
2. ↑  이러한 트랜스포터적인 운용 방법에 대해서 작품 내에서 기체를 수령한지 얼마되지 않은 무우 라 프라가 소령이 "내가 택배기사인가?"라며 투덜대는 장면이 있다.
3. ↑  20세기 후반 이후의 전투기, 특히 분진기는 격투전(도그파이트)를 중시하지 않기 때문에 속력이나 상승력을 중시하고, 작은 선회 반경에 따른 작은 회전의 장점은 반포기되었다. 한편, 자프트의 비행 모빌 슈트(MS) 딘이 분진식 비행 기기로는 속력이 뒤떨어지지만, 지구군의 재래식 전투기를 농락할 수 있었던 것은 유시계 전투에서 매우 작은 반경으로 선회할 수 있는 높은 공중 기동 성능을 가지고 있었기 때문이다.
4. ↑  설정화고를 참조.[3]
5. ↑  애니메이션 《기동전사 건담 SEED》 리마스터 버전 제27화의 출격 장면에서 분사를 확인할 수 있다.
6. ↑  네오 로아노크에게 양도된 1호기는 수용후 네오가 아크엔젤에 잔류했기 때문에 수용후 보관처는 아크엔젤이라고 여겨진다.